# ダラー・ベイビー

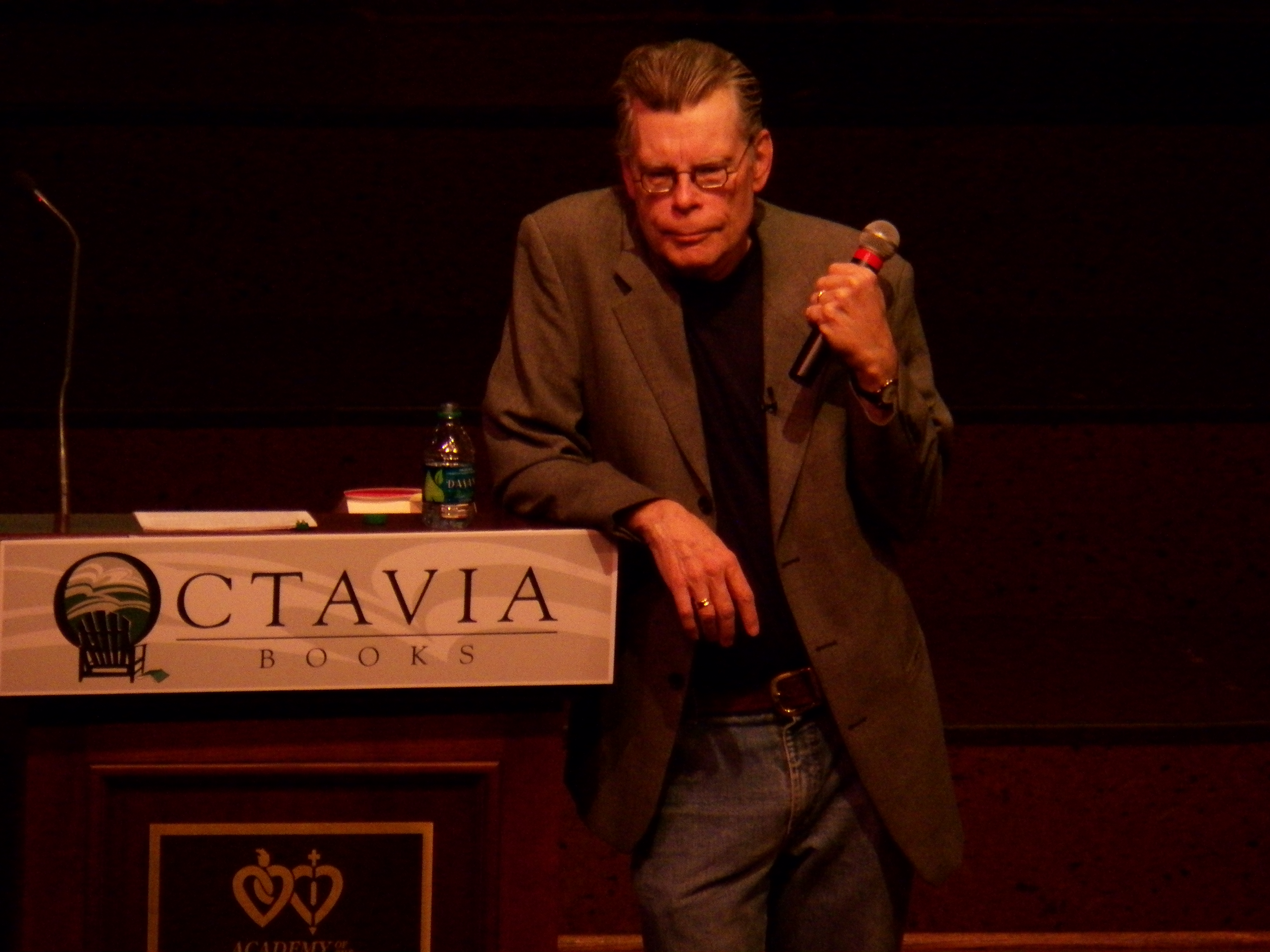
スティーブン・キング（2011年）

ダラー・ベイビー（Dollar Baby）またはダラー・ディール（Dollar Deal）とはベストセラー作家のスティーブン・キングが学生や映画監督志望者を対象に自身の短編小説の映画化権を1ドルで与えるというもの、またそれによって製作された映画作品のこと。この言葉は、作品そのものを形容する以外に、製作者に使われる場合もある（例えば「『サンドッグ』はダラー・ベイビーとして製作された」「脚本家・監督のフランク・ダラボンはダラー・ベイビーだった」など）。制作費は数百ドルから6万ドル以上（『アムニーのラストケース』）、映画のフォーマットは家庭用ビデオからプロ用35ミリフィルムまで様々である。2015年7月に自身もダラー・ベイビーの一人であるショーン・S・リーロスによって、ダラー・ベイビーとして製作された映画作品に関する書籍が発売された。2021年には、アンソニー・ノースラップによるダラー・ベイビーの映画製作者へのインタビュー集が発売された。

## 歴史

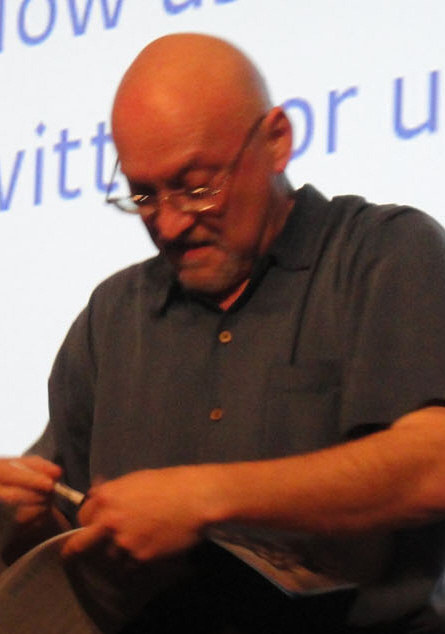
フランク・ダラボン（2011年）

スティーブン・キングは、フランク・ダラボン監督の『ショーシャンクの空に』（原作は彼の『恐怖の四季』収録の小説『刑務所のリタ・ヘイワース』）の公開された撮影台本の序文でこう説明している。「1977年くらいに、私がある程度の人気を得始めたとき、映画が私に与えてくれた喜びを少しでも還元する方法があると考えました」。
フランク・ダラボンが20歳の時にダラー・ベイビーとして製作した『312号室の女』は1986年にグラナイト・エンターテインメント・グループのインターグローバル・ホーム・ビデオから、同じくダラー・ベイビーとして製作されたニューヨーク大学の映画学科の学生ジェフ・シーロの『ブギーマン』、ジョン・ウッドワードの『Disciples of the Crow』と共に「スティーブン・キングのナイト・シフト・コレクション」の一部としてVHSでリリースされた。ダラボンはキング原作の長編映画を3本（『ショーシャンクの空に』『グリーンマイル』『ミスト』）監督した。このうち『ショーシャンクの空に』と『グリーンマイル』は作品賞を含む複数の部門でアカデミー賞にノミネートされた。
ダラー・ディールが世に知られるきっかけとなった一人は、作家のスティーブン・J・スピネシである。彼の大作『スティーブン・キング・エンサイクロペディア』の中で、ジェームズ・コールとダン・スロンの『The Last Rung on the Ladder』（1987年）、ジム・ゴニスの『The Lawnmower Man』（1987年）という学生による2つの短編の映画化について書いている。

## 1977年から1996年
ダラー・ベイビーは映画祭や学校での発表会以外では一般に公開されることを意図しておらず、またインターネットの登場以前は商業的に販売されたり、公然と取引されることも無かったため、その多くはキングのファン達の間でも知られていなかった。1996年にキングが初めてダラー・ディールと、そのポリシーについて公にし、その時点で16～17作品あると述べている。しかし、キングの家にあるダラー・ベイビーの棚を見ないことには、これらの作品群をすべて把握することは不可能でないにしても困難である。フランク・ダラボンは当初1980年に『312号室の女』の映画化許可を頼み込んだが、完成には3年を費やした。
| 製作年 | タイトル                    | 監督                 | 備考                           |
| ------ | --------------------------- | -------------------- | ------------------------------ |
| 1982   | The Boogeyman               | Jeffrey C. Shiro     | 商業的な配給権を与えられている |
| 1983   | Disciples of the Crow       | John Woodward        | Children of the Cornの翻案     |
| 1983   | 312号室の女                 | フランク・ダラボン   | 商業的な配給権を与えられている |
| 1986   | Srazhenie (The Battle)      | Mikhail Titov        | Battlegroundの翻案             |
| 1987   | The Last Rung on the Ladder | James Cole Dan Thron |                                |
| 1987   | The Lawnmower Man           | Jim Gonis            |                                |
| 1988   | Here There Be Tygers        | Guy Maddin           | 未製作                         |
| 1989   | Cain Rose Up                | David C. Spillers    |                                |
| 1993   | The Sun Dog                 | Matt Flesher         |                                |
| 1996   | The Man Who Loved Flowers   | Andrew Newman        |                                |

## 2000年以降から現在
2000年、ロサンゼルス在住の映画監督ジェイ・ホルベンが『Paranoid: A Chant』を映画化したことでダラー・ベイビーは再び世間の注目を浴びるようになった。これは『骸骨乗務員』に登場する100行の詩「A Chant」の映画化である。また、この作品は2002年にキングの許可を得てインターネット上に期間限定で公開された最初のダラー・ベイビーである。さらにキングの許可を得てイギリスの出版物『Total Film』の短命だった分冊版の『Total Movie Magazine』のパッケージでダラー・ベイビーとして初めて市販のDVDが発売された。
2004年9月、ダラー・ベイビーの一人であるジェームズ・レナー（作品は『All That You Love Will Be Carried Away』）が、ダラー・ベイビー初の公開映画祭を開催した。この映画祭は、メイン大学オロノ校のD.P.コーベット・ビジネス・シアターで開催された。オロノ校はキングの母校であり（1966年から1970年）、彼は校内紙の『ザ・メイン・キャンパス』を書いていた。レナーはこの映画祭の後、2005年9月に同じ場所で第2回目を開催している
。
インターネット上では、オランダのベルント・ローテンスラガーがまとめたダラー・ベイビーの最大の公開コレクションがある。上記の作品の多くは、スティーブン・キング・ショート・ムービーズ（Stephen King Short Movies）というサイトでダウンロード可能だったが、キングの代理人からの要請により、現在はダウンロードできなくなっている。現在までに、インターネット上で期間限定で再生することを特別に許可された短編映画は『Paranoid』のみである。
2009年10月、監督兼プロデューサーのJ・P・スコットは、ダラー・ベイビー初となる長編映画を製作した。『Everything's Eventual』を映画化したもので、不思議な力を持つ青年が、同じく謎めいた企業に採用されるというストーリーである。映画のコピーを受けとって鑑賞したキングはJ.P.スコットにこの映画の劇場配給権を与えたほど「非常に感銘を受けた」と述べた。
イギリスで製作された最初のダラー・ベイビーは、2011年にジェマ・リグがプロデュースし、ジャクリーン・ライトが監督した『Mute』の映画化であった。
商業配給権を与えられたダラー・ベイビー作品は、フランク・ダラボンの『312号室の女』とジェフ・シーロの『ブギーマン』だけであり、これは「スティーブン・キングのナイトシフト・コレクション」として販売されている。
2015年にイギリス人監督のマシュー・ローニーが製作・監督した『I Am The Doorway』は、41以上の国際映画賞を受賞し、いくつかのアメリカのコミコンで上映された。それ以降、何人かの映画製作者が同じ物語の映画化を選んでいる。
2018年、セリーナ・ソンダーマンは『Dedication』の製作を開始し、ドイツで翻案された2番目のダラー・ベイビーとなった。
2019年、ブレナウ・グウェント・フィルム・アカデミーは『Stationary Bike』を制作し、様々な国際的な賞を受賞した。

## 権利関係
よくある誤解としてダラー・ベイビーの映画製作者は原作に関する付帯権利や法的権利も取得しているというものがあるが、実際のところは原作者のキングがすべての権利を保持し、非商業的な映画に限って許可を出しているに過ぎない。『312号室の女』『ブギーマン』『Disciples of the Crow』の場合は、1986年にGranite Entertainment Group Interglobal Home Video社が交渉し、商業的にビデオリリースする権利を購入した。これら契約の詳細は非公開であるものの、当初のダラー・ベイビーの1ドルの許可をはるかに超えるものである。これら作品は当初ジェラルド・レイベルズのNative Son International社がホームビデオで配給することを発表していたが、ダラボンがレイベルズが物語の適切な権利を確保していないことに気づき、販売は中止された。スティーブン・キングとの契約の一環として、すべてのダラー・ベイビー映画には「c Stephen King. Used by Permission. All Rights Reserved.」とクレジットされる。
この異例の取り決めにより、映画は商業的に公開することができず、映画製作者は作品から利益を得ることができず、同じ原作を複数の映画製作者が翻案している。例えば、『All That You Love Will Be Carried Away』は、ジェームズ・レナー、アンソニー・カネスター、スコット・アルバネーゼ、チー・ローリン、ナタリー・ムアレム（『All That You Love』として）、ロバート・スターリング、ブライアン・バーコウィッツ（『The Secret Transit Codes of America's Highways』として）、ヘンドリック・ハームス、クロエ・ブラウンの7回にわたって映画化されている。
キングの「映画の権利が私のものである限り、譲渡はできない・・・」という言葉には、実は2つの意味がある。これは将来、正当な購入者に売却するためにキングが原作に付帯する権利を保持することを意味しており、また、過去に売却していないもの（すなわちキングがまだすべての権利を保有している原作）を意味している。他の企業ないし個人がキング原作の作品の映画化権を購入した場合、その権利は購入者が保有することになるため、もはやキングがダラー・ベイビーに許可を与える法的権限を持たない。
映画製作者は、ダラー・ベイビーによって製作した自分の映画をYouTubeやVimeoなどの動画共有サイトにアップロードすることはできない。

### 占有を示すタイトル
ダラー・ベイビーの映画製作者の中には、スティーブン・キングが自作品の映画化権と上映権を明示的に許可したことで、その映画に自動的にキングの占有クレジット（Possessory credit、例：「死霊の牙（Silver Bullet）」ではなく「スティーブン・キングの『死霊の牙』（Stephen King's Silver Bullet）」）が付くと誤解している者がいる。実際には、これは著者の名前の特定の法的使用法（占有権の有無を示すものではない）であり、ダラー・ベイビーにおいて、キング自身は自分の名前をこのように使用することを許可していない。占有権を示すタイトルは、キングが直接かつ多大な関与をしているプロジェクトにのみ使用される。
以前はもっと自由に使われていたが、ブレット・レナード監督の『バーチャル・ウォーズ』（原作小説の日本語題は『芝刈り機の男（The Lawnmower Man）』）において悪用された。この作品は当初「Stephen King's The Lawnmower Man（スティーブン・キングの『芝刈り機の男』）」とクレジットされ公開されていたが、原作とほとんど乖離してしまったため、キングが映画製作者を相手取って訴訟を起こした。連邦裁判所はキングに有利な判決を下し、第二巡回控訴裁判所はタイトルからキングの名前を削除すべきだと判断した。

## 作品の質
スティーブン・キング自身がコメントしたように「これら作品の多くはそれほど素晴らしいものではなかったが、少なくとも才能の片鱗を見せたものもあった（中略）多くの場合は1回だけ観れば十分という程度のものだ」。ダラー・ベイビー作品はすべてではないにしても、多くは学生や初心者の映画製作者によるものであって、いくつか注目に値する例外はあるものの、ほとんどの品質は標準以下である。この例外にあたるものとしては、例えば『サンドッグ』についてキングは「かなり印象的な18分バージョン」を称賛した。ダラボンの『312号室の女』は有名な撮影監督フアン・ルイス・アンチア（グレンガリー・グレン・ロス）が撮影したほか、1983年のアカデミー賞の審査対象となる準決勝進出者リストにも載った。「私の作品から作られた短編映画の中で、明らかに最高の作品だ」とキングは語っている。
『Paranoid』は最高評価を受けているダラー・ベイビー作品の1つである。ローリングストーン誌のデビッド・ワイルドは、この映画について「これほど面白い作品は滅多にない（中略）ジェイ・ホルベンは、スティーブン・キングの詩を鮮やかで説得力のある悪夢のビジョンに変え、狂気を見事に芸術的に表現した」と評している。